# РК Обилић
Рукометни клуб Обилић је рукометни клуб из Београда, Србија. Клуб је основан 1957. и тренутно се такмичи у Првој лиги Србије, другом рангу такмичења.
Обилић је у сезони 2010/11. Прве лиге Србије заузео 2. место и пласманом у Суперлигу Србије остварио највећи успех у историји клуба. Прву сезону у Суперлиги Обилић је завршио на последњем 16-ом месту и већ након једне сезоне се вратио у Прву лигу.

## Новији резултати
| Сезона   | Ранг | Лига                          | Позиција | ИГ | Д  | Н | П  | ГД  | ГП  | ГР   | Бод |
| -------- | ---- | ----------------------------- | -------- | -- | -- | - | -- | --- | --- | ---- | --- |
| 2010/11. | 2    | Прва лига Србије              | 2.       | 28 | 22 | 0 | 6  | 812 | 743 | +69  | 44  |
| 2011/12. | 1    | Суперлига Србије              | 16.      | 30 | 6  | 0 | 24 | 772 | 876 | -104 | 12  |
| 2012/13. | 2    | Прва лига Србије група Центар | 3.       | 22 | 16 | 1 | 5  | 651 | 552 | +99  | 33  |
| 2013/14. | 2    | Прва лига Србије група Центар | 3        | 22 | 15 | 2 | 5  | 647 | 571 | +76  | 32  |
| 2014/15. | 2    | Прва лига Србије група Центар | 1        | 22 | 19 | 1 | 2  | 663 | 523 | +140 | 39  |
| 2015/16. | 2    | Супер Б рукометна лига        | 3        | 22 | 14 | 2 | 6  | 614 | 542 | +72  | 30  |
| 2016/17. | 2    | Супер Б рукометна лига        | 1        | 22 | 16 | 1 | 5  | 594 | 516 | +78  | 33  |

## Познати играчи
- Мирослав Симић
- Бојан Бутулија
- Ђорђе Голубовић

## Познати бивши тренери
- Милорад Милатовић - "Мики"
- Младен Лаковић
- Братислав Обућина